# Rond om Düren
Rond om Düren is een eendaagse wielerwedstrijd die eind april wordt verreden in Duitsland, rondom de stad Düren. De wedstrijd maakte tussen 2005 en 2010 deel uit van de UCI Europe Tour (klasse 1.2). Evenals voor 1996 is het sinds 2011 weer een amateurwedstrijd.  

## Lijst van winnaars

### Meervoudige winnaars
| Overwinningen | Renner             | Land      | Jaren              |
| ------------- | ------------------ | --------- | ------------------ |
| 3             | Wilfried Trott     | Duitsland | 1972 + 1979 + 1980 |
| 2             | Hans Schramm       | Duitsland | 1956 + 1958        |
| 2             | Burkhard Ebert     | Duitsland | 1964 + 1970        |
| 2             | Thomas Freienstein | Duitsland | 1984 + 1985        |

### Overwinningen per land
| Overwinningen | Land                            |
| ------------- | ------------------------------- |
| 47            | Duitsland                       |
| 9             | Nederland                       |
| 6             | België                          |
| 2             | Denemarken , Polen              |
| 1             | Tsjechië , Noorwegen , Oekraïne |